# YS FLIGHT SIMULATOR
YS FLIGHT SIMULATOR (わいえすふらいとしみゅれーた) 、CaptainYS (山川機長) が開発している無償のフライトシミュレータである。通称YSFSまたはYSFLIGHT。1999年の初公開以来、現在も開発が続けられているフリーソフトである。

## 概要
飛行機を操作する3次元フライト・シミュレータで、離着陸、通常飛行や曲芸飛行など、飛行機の動作が忠実に再現されており、加速度も考慮されるなど凝った作りとなっている。戦闘シーンも用意されており、味方の船を守るなどといった様々な目的の遂行のシナリオ、更に戦闘以外にも豊富なシナリオがある。他のOSで動作している相手とも、ネットワーク対戦が可能である。作者は、カーネギーメロン大学博士課程終了後リサーチ・アソシエイトとして残り、研究室で開発したプログラムの製品化を進めている山川総司で、趣味として行っている。
1999年に『YS FLIGHT SIMULATION SYSTEM 2000』の名称で公開。2008年に現在の名称に変更された。
作者によると30か国以上で遊ばれ、2012年時点で150万回以上ダウンロードされたとのこと。

## 特徴
描画方式を選択可能
YSFS には Standard (ソフトウェアレンダリング、すでに廃止) と OpenGL と Direct3D という3種類の描画方式が用意されており、(Windows 版のみ。Linux 版は OpenGL のみ) ユーザーはパソコンの環境にあわせて、より高速に動作する描画方式を選択できる。
Windows以外のオペレーティングシステムにも対応
YSFSはWindows以外にも、LinuxやmacOSに対応している。ただし、Direct3Dなどのマイクロソフト依存の技術は、Windows版以外はサポートしない。
拡張性が高い
YSFSでは航空機(機体)・地形(マップ)などのデータを追加することができる。インターネット上で公開されているデータはアドオンやパックと呼ばれ、ダウンロードしてYSFSに追加することができる。ミサイルなどの武器外装やエンジン音・弾丸の発射音といったサウンドも変更することができる。
本格的な操作性
- 滑走路および航空母艦での離着陸
- VOR や NDB, ILSといったシステムを利用した計器飛行
- 空対空ミサイル・機関砲を使用した対空戦闘
- 空対地ミサイル・自由落下爆弾・ロケット弾を使用した対地戦闘
- スモーク (色付きもあり) を使用したアクロバット飛行
- 空港での燃料や武装の補充
- ミッションデータの読み込みによる様々な飛行
- ネットワーク対戦

充実した機能
- 風および視程の調整や、昼夜の設定。
  - 加重によるブラックアウトやダメージを受けるといった現実要素。(設定により加重制限なしで飛行も可能)

- 面倒な設定をせず、すぐに戦闘に入れる対空・対地・迎撃戦闘モード
- 敵および味方の機種や数を設定できる対空戦闘モード
- 機種および隊形を設定できる編隊飛行モード
- リプレイ機能
- 描画やフライトに関する各種オプション設定
- マウス XY 軸が操縦桿に割り当てられるため、ジョイスティック無しでもスムーズに操作できる
- キー割り当てを自分に合うようにカスタマイズできる
- 自動操縦 (離着陸・上空待機・等速直線飛行など)
- コンピューターが操作する僚機への指示 (編隊・分散攻撃・援護など)
- VOR や NDB, ILSの選択および使用
- 簡易チャット機能 (半角英数字のみ、パッチを使用することで一部日本語化可能)

## 評価
- 2001年に財団法人インターネット協会主催のオンラインソフトウェア大賞2001にて入賞を受賞している[7]。
- CNETのdownload.comでは2014年10月現在100万DLを超えるダウンロード回数を記録している[8]。
- インプレスの窓の杜における年間ダウンロードランキングでは、2001年にゲーム部門の7位にランクインしたのを皮切りに[9]、2004年（10位）[10]、2005年（6位）[11]、2007年（5位）[12]、2008年（6位）[13]、2009年（9位）[14]、2010年（6位）[15]、2011年（8位）[16]、2012年（7位）[17] と、長年に渡りゲーム部門のベストテンにランクインし続けた。
- 2009年7月、ドイツのダウンロードサイト「PCFreunde.de」にてEditors' Choice Awardを受賞した[18][19]。

## 収録航空機
Ver.20150425では以下の87機。

## 収録マップ
Ver.20150425では以下の16マップ。

## 登場する他の兵器など
以下のような兵器や地上オブジェクトが登場する。